# 管理者 (ウィキペディア)

ウィキペディアにおける典型的な管理者の仕事を表現したアイコン

管理者（かんりしゃ、英: Administrators）とは、インターネット百科事典であるウィキペディアにおいて、権限に対する申請が通り信任を受けた利用者のことである。ウィキペディア日本語版には2025年6月18日時点で41人の管理者がいる。最初に設立されたウィキペディアである英語版ウィキペディアでは、839人の管理者がいる。
管理者になると一般利用者よりも広い権限が付与され、一般利用者には使用できない特殊な編集機能を使えるようになる。管理者の裁量判断が求められる場面も少なくないが、これらの機能の使用は、ウィキペディア内部の方針や利用者間での合意に従って行われる。ウィキペディア設立者のジミー・ウェールズは、2003年のメーリングリストメッセージで、管理者になることは「たいしたことではない」し、管理者になることは「特別なこと」にならないようにしたいと述べている。ジョン・ブロートンは著書の中で、ウィキペディアの管理者を裁判官だと考える人は多いが、それは管理者という仕事の本義ではなく、もっぱら「削除依頼」や「編集合戦になったページの保護」に携わる存在なのである、と述べる。

## 役割
管理者・一般利用者を含めた全ての利用者によって形成された決定事項を、実際に実行に移すのが管理者の基本的役割とされる。管理者権限が付与された利用者は、その役目を果たすためにいくつかの機能を使用できるようになる。具体的には、
- ウィキペディアというプロジェクトにふさわしくない記事を削除すること[9]。
- 絶えず荒らしに遭うようなページを特定の利用者しか編集できないように、ページを保護すること[9][10]。
- 破壊的な編集をする利用者の投稿をブロックすること[1][8]。

などが挙げられる。管理者の裁量判断が求められる場面も少なくないが、これらの管理者しか実行できないような機能の使用にあたっては、ウィキペディア内部の方針や利用者間での合意に従わなければならない。例えば、利用者のブロックを行うには、ウィキペディアの方針に沿うことが前提であり、ブロックする理由をソフトウェアによって永久的に記録が残る環境下で述べる必要もある。
通常の記事の編集作業や、方針・ガイドラインのような内部ルールの制定・改訂などにおいては、管理者と一般利用者は同等であり、管理者が特別な義務や権限を持つわけではない。管理者権限の使用を「編集するうえでの強み」と考えることは不適切であるとされている。英語版ウィキペディアでは、管理者になることは「モップを与えられること（given the mop）」にも例えられる。新たに信任された管理者には「モップとバケツは冷静に使いましょう」という言葉がかけられたりもする。このモップの例えはウィキペディアの外部でも引用される。
しかし「管理者」という名称は、一般的な「管理者」という言葉の意味に引きずられて、実際の権限の実態とは異なる誤解を生んでいる。ウィキメディア財団の副事務長だったエリック・メラー(Erik Möller)は、メーリングリストメッセージで「一般の利用者は管理者というものを誤解し、編集上の決定を求めてくる。マスメディアも管理者というものを誤解し、単に説明しないか、あるいはウィキペディア上の権力や影響力に結び付けてしまう。」と述べている。メラーによれば、管理者とは異なる権限をさらに持つことのできる「ビューロクラット」と呼ばれる利用者グループを作るときには、ステータスや地位のような印象を与えない言葉を選ぶように注意したという。一方で、管理者であることが一種のステータスと見なされていることを肯定的に捉える見方も存在する。木村忠正は、活動の末にコミュニティーから信頼されて管理者になることは、管理者になった者に心理的報酬を与え、活動の動機付けを与える仕組み（全能の支配者感）になっていると分析している。また、山本匡紀は自身の著作で、管理者が恨みを買いやすいなど苦労が多いことから「もし逆に、ステータスでも何でもないということであれば、今度は好き好んで管理者をやろうという人も減ってしまうだろう。」と述べている。

## 管理者への立候補
2001年10月、ウィキペディア最初期の管理者はジミー・ウェールズ自身によって任命された。その後2003年までは、メーリングリストで管理者権限を申請して、承認されるような形だった。初期の頃の申請はとても簡単なもので、明確な反対理由がなかったり、他の利用者から推薦を受けたりしていれば1週間も満たずに権限付与は承認されていた。その後は、ウィキペディア上で申請・承認のシステムが行われるようになる。管理者への立候補および選考という過程を経たうえで、特別な権限が付与される。管理者への立候補は通常「当該ウィキで広範な作業を行った」後でなければ考慮されない。登録済の利用者であれば誰でも立候補することができるし、別の利用者を推薦することもできる。
ただし、管理者権限の申請は初期に比べると現在では極めて厳格になっている。英語版ウィキペディアの管理者だったアンドリュー・リーによれば、この選考過程は「誰かを最高裁判所に呼び出すことに似ている」。彼はまた、ウィキペディアの黎明期と異なり「現時点では〔管理者の選考は〕まるでしごきの儀式」であるとも述べている。当時はそれと対照的に「能なしでないということがわかれば」誰でも推薦されて管理者になったからである。
| 「                      | しかし、この選考は時代を経るごとに張り詰めたものになっている。いまでは管理者に立候補することは、著作権法についての理解を問われることも伴うようになっている。特筆性についてのエッセイを書き、架空の状況で自分がどのように行動するかを説明しなければならない。そしてはるか昔まで自分の編集履歴を掘り返した他の利用者から、自分が関わった議論のうち愛想の悪かったものを探し出され、それについて厳しい尋問を受けるのだ。 | 」 |
| —Robinson Meyer（より） | |    |

管理者の選考においてはどの編集者でも投票できるが、その結果は多数決で決まるわけではない。候補者がよき管理者になるだろうとの合意が形成されたかどうかを、ビューロクラットというやはり「依頼と選考」の過程を経てコミュニティに信任された利用者が判断する。このような仕組みになったのは、管理者への立候補への注目が高まりつづけたことによる結果だともされ、ストビリアらによれば、「2005年半ばより前は「管理者への立候補」(Requests for adminship, RfA）はあまり注目されなかった。しかしそれ以降、お互いに票を入れ合うRfAマニアたちが列をなしてかけつけることは珍しいことではなくなった」と指摘している。

## 管理者数の推移
ウィキペディア日本語版には2025年6月18日時点で41人の管理者がいる。英語版ウィキペディアでは、839人の管理者がいる。2006年のニューヨーク・タイムズは当時1,000名程度いたWikipediaの管理者が「国際性豊かである」としているが、2012年7月には、雑誌「アトランティック(The Atlantic)」が報じたデータを基にウィキペディアの「管理者が枯渇している」ことが広く報じられた。アトランティックの調査によれば、2007年をピークに、新たに管理者になる数も活動的な管理者の数も減少傾向に移り変わっている。しかし、ウィキペディアの共同設立者であるジミー・ウェールズは、この数字が危機的であったり管理者の枯渇を意味するものではなく、「（英語版においては）管理者の数はここ2年ほどは安定的であって、何かが起こっているというわけでは全くない」と語った。

## 科学的調査
バージニア工科大学とレンセラー工科大学の研究者らによる調査によって、管理者の地位に昇格した利用者は、論争的な記事に関わることが以前よりも多くなることが明らかになった。またこの研究では、編集経験の豊かな利用者の一票に、他より大きな重みをもたせる選考手法によって、疑わしい候補者を効果的に振り落とせることが示されている。
2008年の計算機システムにおけるヒューマンファクターに関する会合で発表された別の研究では、2006年1月から2007年10月までの1551件の管理者への立候補を分析し、英語版の解説ページである「管理者立候補までのガイド（Wikipedia:Guide to requests for adminship）」で推奨されている複数の基準のうちどれを使うと、ある利用者が管理者に実際選出される可能性を最もよく予測できるかを調べている。
2013年12月に報告された論文は、ポーランド語版ウィキペディアにおける編集履歴をもとに管理者への立候補の結果をモデル化することを目指したものである。発表者たちによれば、このモデルは、候補者を推薦するのに十分な程度の精度でRfAの選考過程における投票を読むことができることがわかった。